# Chaffee (cráter)
Chaffee es un cráter de impacto que se encuentra en el hemisferio sur de la cara oculta de la Luna. Se encuentra dentro de la inmensa llanura amurallada del cráter Apolo. Es uno de los cráteres que lleva el nombre de un astronauta o de una persona relacionada con el Programa Apolo. Esta cuenca es una formación de anillo doble, y el cráter Chaffee está situado por fuera de la parte suroeste del anillo interior. El relieve de este anillo se extiende hacia el norte desde el borde norte de Chaffee.
|  |

Se trata de un cráter circular con un borde exterior que tiene una forma irregular debido a múltiples pequeños salientes. El perímetro está ligeramente desgastado, con un perfil afilado que se proyecta por encima del terreno colindante. Dos cráteres notables están unidos al borde exterior: Chaffee F al oeste y Chaffee W a lo largo del noroeste. Chaffee F en realidad se solapa tanto con el cráter principal, que los dos comparten un borde común más o menos achaflanado. También aparece un pequeño cráter localizado hacia el sur-sureste exactamente en el borde.
Las paredes internas de Chaffee no tienen un sistema de terrazas bien formado, y se inclinan hacia abajo repletas de grandes bloques. La mayor parte del suelo interior es relativamente plano y sin rasgos distintivos. Sin embargo, aparecen varios pequeños cráteres que yacen en la mitad norte, sobre todo al noroeste del punto medio.

## Cráteres satélite
Por convención estos elementos son identificados en los mapas lunares poniendo la letra en el lado del punto medio del cráter que está más cerca de Chaffee.
|         | \| Chaffee \| Coordenadas \| Diámetro \| \| ------- \| -------------------------------- \| -------- \| \| F \| 38°48′S 152°30′O / -38.8, -152.5 \| 35 km \| \| S \| 39°30′S 156°36′O / -39.5, -156.6 \| 19 km \| \| W \| 38°12′S 155°18′O / -38.2, -155.3 \| 25 km \| |          |
| Chaffee | Coordenadas | Diámetro |
| F       | 38°48′S 152°30′O / -38.8, -152.5 | 35 km    |
| S       | 39°30′S 156°36′O / -39.5, -156.6 | 19 km    |
| W       | 38°12′S 155°18′O / -38.2, -155.3 | 25 km    |